# Zemianske Kostoľany
Zemianske Kostoľany es un municipio del distrito de Prievidza en la región de Trenčín, Eslovaquia, con una población estimada a final del año 2024 de 1699 habitantes.
Se encuentra ubicado al este de la región, cerca del río Nitra (cuenca hidrográfica del Danubio) y de la frontera con las regiones de Banská Bystrica y Žilina.

## Demografía
| Año        | 1994 | 2004    | 2014    | 2024    |
| ---------- | ---- | ------- | ------- | ------- |
| Población  | 1656 | 1683    | 1741    | 1699    |
| Diferencia |      | +1,63 % | +3,44 % | −2,41 % |

| Año        | 2023 | 2024    |
| ---------- | ---- | ------- |
| Población  | 1724 | 1699    |
| Diferencia |      | −1,45 % |